# Ramal de Santa Cruz do Sul
O Ramal de Santa Cruz do Sul foi um ramal ferroviário que conectava a cidade de Santa Cruz do Sul com a Linha Porto Alegre–Uruguaiana. Os projetos de criação deste ramal datavam desde 1871, mas a obra só seria executada no séculos seguinte e entregue em 1905.
O Ramal contava com três estações e foi desativado em 1965. Atualmente a Estação de Santa Cruz do Sul abriga um centro cultural da prefeitura municipal. Na plataforma da estação está estacionado um carro de passageiros pintado no esquema da RFFSA.
O ramal não é citado no Plano Nacional de Viação de 1973, portanto, não recebe numeração de Estrada de Ferro (EF).

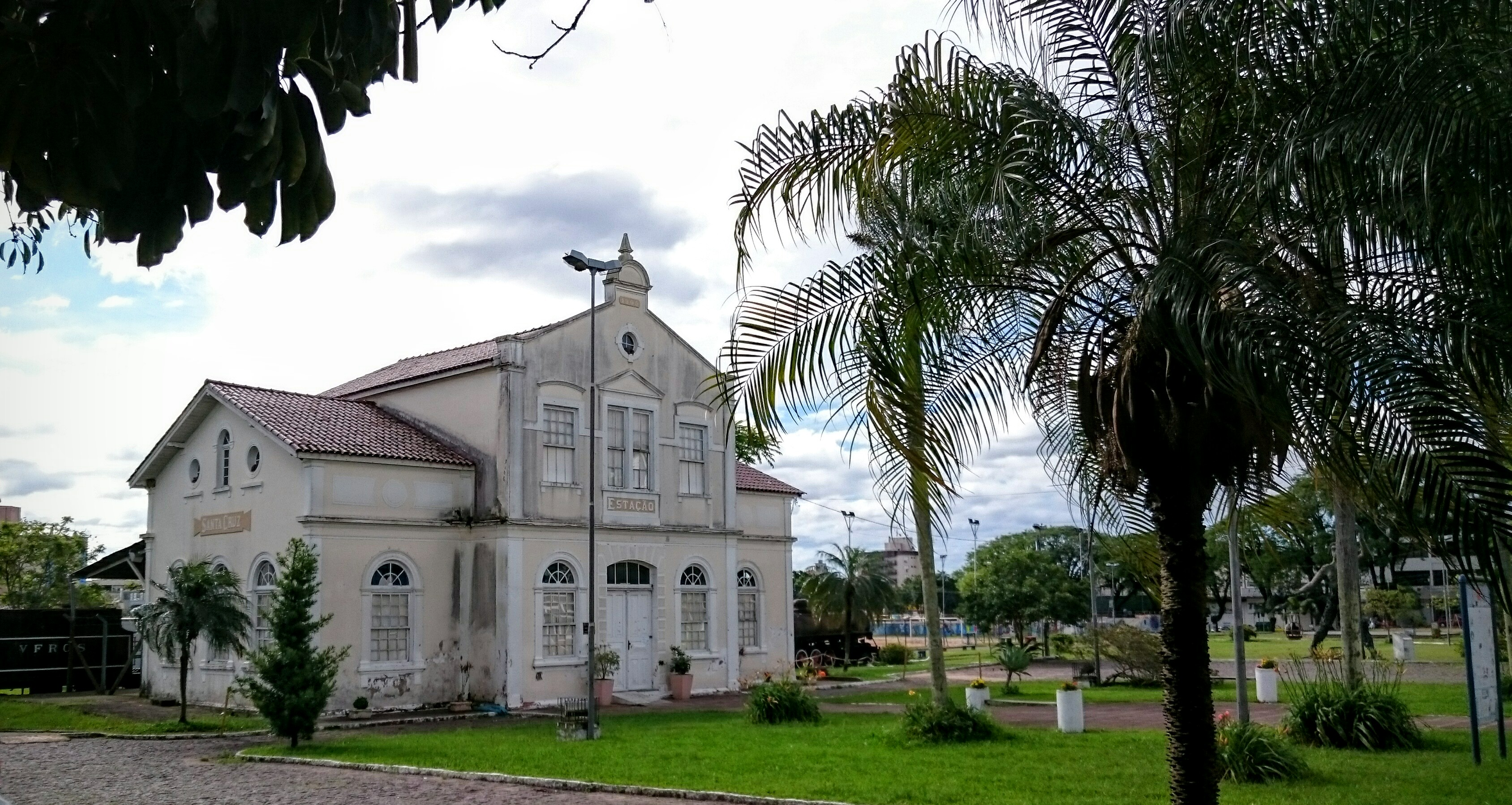
Estação Santa Cruz em 2015
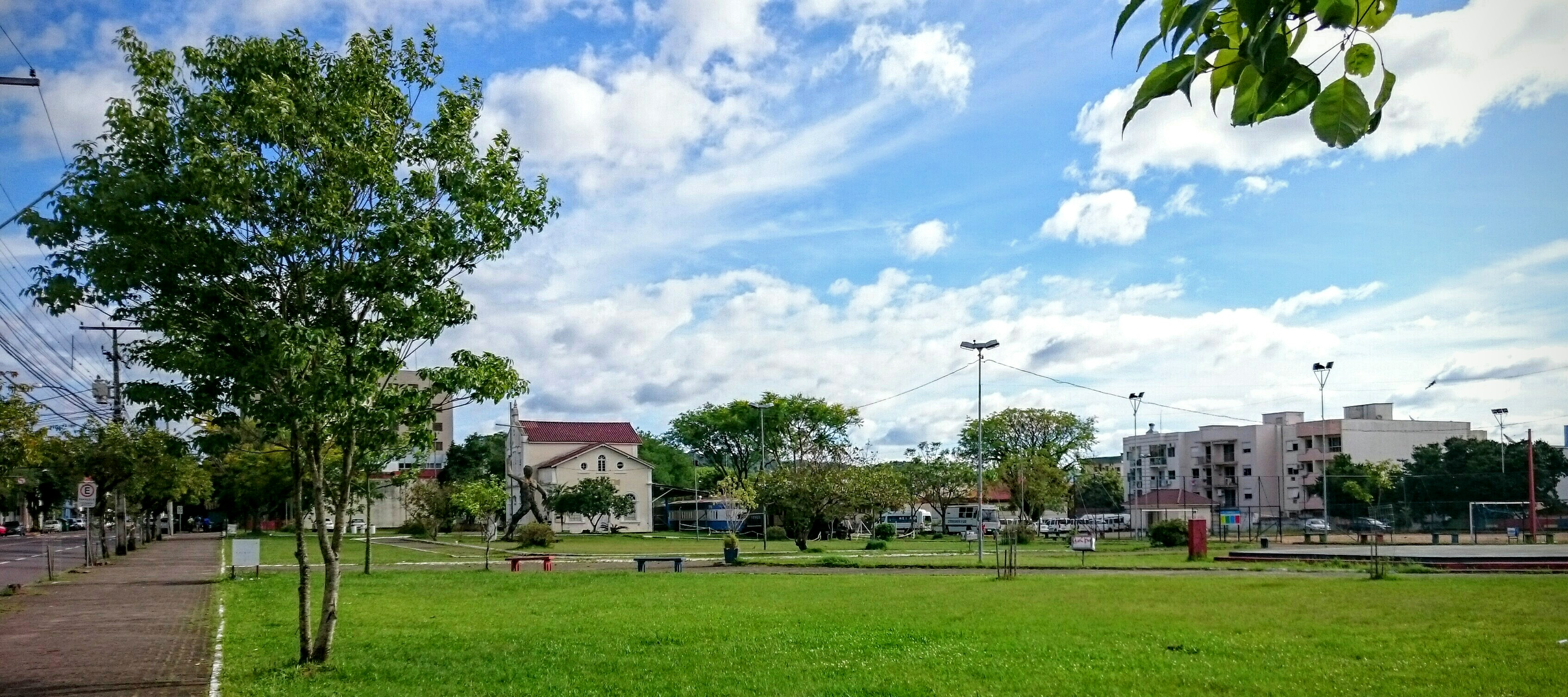
Parque no antigo pátio da Estação Santa Cruz em 2015
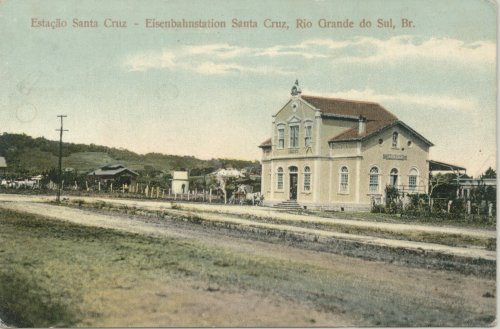
Postal da década de 20 da Estação Santa Cruz
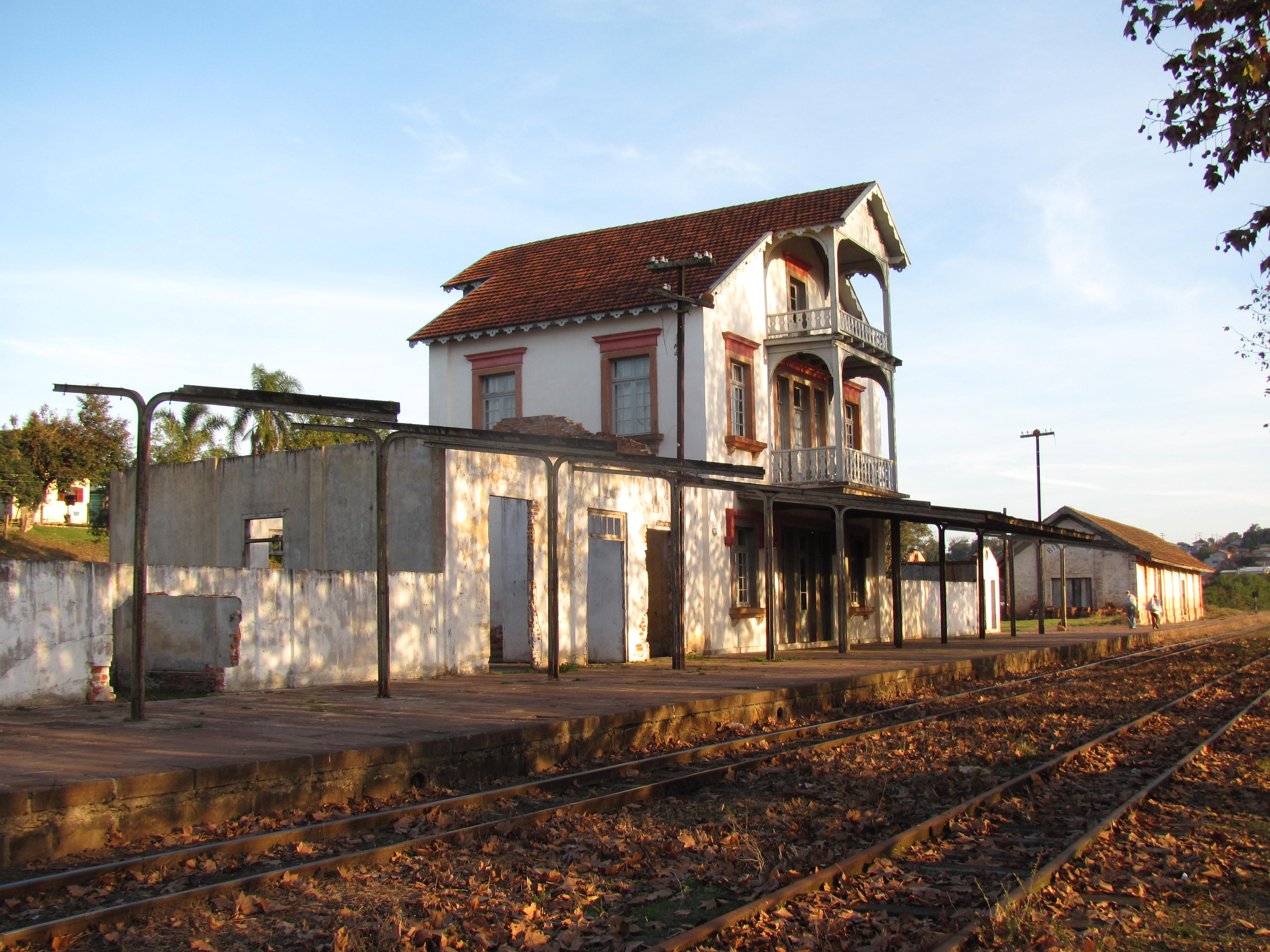
Estação Rio Pardo